# Fachschule für wirtschaftliche Berufe der Caritas
Die Fachschule für wirtschaftliche Berufe der Caritas ist eine Fachschule in Graz.

## Pädagogische Arbeit, Ausstattung und Angebote
Die Fachschule für wirtschaftliche Berufe der Caritas hat 4 Klassen der 9. bis 10. Schulstufe mit 120 Schülern (Stand: 2014/15).
Im Jahr 2012 war die Schule für den Österreichischen Schulpreis nominiert. Sie ist auch als Expert.Schule im Rahmen der Initiative eEducation Austria des Bundesministeriums für Bildung Österreichs anerkannt. In der Steiermark gibt es 130 „Glücksschulen“, von denen 17 zertifiziert sind, darunter auch die Fachschule für wirtschaftliche Berufe der Caritas mit dem Schulfach Lebensglück als verbindlichem Bestandteil des Lehrplans.